# Michaíl Mouroútsos
Michaíl « Michális » Mouroútsos (en grec moderne : Μιχαήλ «Μιχάλης» Μουρούτσος), né le 29 février 1980 à Athènes, est un taekwondoïste grec. Il a obtenu la médaille d'or lors des Jeux olympiques d'été de 2000 à Sydney dans la catégorie des moins de 58 kg.
Il remporte également en 2000 son unique titre de champion d'Europe en carrière.